# Kvislemark Sogn
Kvislemark Sogn 
ist eine Kirchspielsgemeinde (dän.: Sogn)
auf der Insel Sjælland im südlichen Dänemark.
Bis 1970 gehörte sie zur Harde Øster Flakkebjerg Herred im damaligen Sorø Amt, danach zur Fuglebjerg Kommune im Vestsjællands Amt, die im Zuge der  Kommunalreform zum 1. Januar 2007 in der Næstved Kommune in der Region Sjælland aufgegangen ist.
Im Kirchspiel leben 173 Einwohner (Stand: 1. Januar 2023).
Im Kirchspiel liegt die Kirche „Kvislemark Kirke“.
Nachbargemeinden sind im Norden Førslev Sogn, im Osten Hyllinge Sogn, im Süden Marvede Sogn, im Südwesten Fyrendal Sogn und im Nordwesten Hårslev Sogn.